# Kogarkoíta
La kogarkoíta es un mineral de la clase de los minerales sulfatos. Fue descubierta en 1973 en la península de Kola (Rusia), siendo nombrado en honor de Lia N. Kogarko, geóloga rusa que primero lo notificó. Un sinónimo es su clave IMA: IMA1970-038.
Químicamente es un sulfato-fluoruro de sodio.

## Formación y yacimientos
En algunos sitios aparece sublimado a partir de vapores emitidos desde el subsuelo. También aparece en vetas en rocas pegmatitas en nefelina sienita; en xenolitos de sodalita-sienita asociados con un complejo gabro-sienita intrusivo alcalino.
Suele encontrarse asociado a otros minerales como: burkeíta, trona, halita, fluorita, calcita, phillipsita, villiaumita, termonatrita, sidorenkita, nefelina, feldespato, aegirina, lorenzenite, apatito o lamprofilita.